# Yūko Suzuhana
Yūko Suzuhana (鈴華 ゆう子 Suzuhana Yūko, * 7. Juni in Mito, Präfektur Ibaraki) ist eine japanische Shigin-/Rock- und Metal-Sängerin. Sie ist Gründerin der Musikgruppen Hanafugetsu und Wagakki Band.

## Leben und Karriere
Yuko Suzuhana, die am 7. Juni in Mito in der Präfektur Ibaraki geboren wurde, nahm bereits im Alter von drei Jahren Klavierunterricht. Mit fünf Jahren begann sie, Shigin und Kenshibu zu lernen. Nachdem sie ihren Abschluss an der Prefectural Mito Daini Senior High School erlangt hatte, nahm Suzuhana ein Studium am Tokyo College of Music auf. Zunächst arbeitete sie als Pianistin und Musiklehrerin für Klavier, bevor sie mit  Kommilitonen die Klassik-Popgruppe Asty ins Leben rief.
Im Jahr 2011 nahm Suzuhana am National Ginpo Concours teil, welches von Nippon Columbia gesponsert wurde, und wurde dort zur besten Nachwuchskünstlerin gekürt. Gemeinsam mit Daisuke Kaminaga und Kiyoshi Ibukuro rief sie im Februar des Jahres 2012 die Gruppe Hanafugetsu ins Leben. Ein Jahr später gründete sie gemeinsam mit Kaminaga und Ibukuro die Folk-Rock-Gruppe Wagakki Band.
Im Jahr 2016 begann Suzuhana ihre Karriere als Solo-Musikerin mit dem Erscheinen ihres ersten Albums Cradle of Eternity. Anfang des Jahres 2017 wurde sie zur symbolischen Botschafterin der Stadt Mito und der Präfektur Ibaraki ernannt. Mitte des Jahres wechselte Suzuhana gemeinsam mit der Wagakki Band zum japanischen Zweig von Universal Music. Im Juli 2021 setzte sie ihre Solokarriere nach einer längeren Auszeit mit dem Lied Campanula fort. Zudem lieh sie in der Anime-Fernsehserie Peach Boy Riverside dem Charakter Atra ihre Stimme.

## Diskografie

### Mit Hanafugetsu
- 2013: Kojō no Tsuki, Ruten no Hana (Album, KMC Records)
- 2014: Theme of Hanafugetsu (Album, KMC Records)
- 2014: Ame ga Aketara (Album, KMC Records)
- 2017: Tsuki ni Terasare, Kaze ni Yureru Hana (Mini-Album, KMC Records)
- 2017: Awaki Utsutsu ni Yume Kasane (Album, KMC Records)

### Mit Wagakki Band
- → Hauptartikel: Wagakki Band

### Solo
- 2016: Cradle of Eternity (Mini-Album, Avex Trax)

## Sprechrollen
- 2021: Peach Boy Riverside als Atra